# Róbert Chocholáček
Róbert Chocholáček (* 12. května 1949) byl slovenský a československý politik a bezpartijní poslanec Sněmovny národů Federálního shromáždění za normalizace.

## Biografie
K roku 1976 se profesně uvádí jako vrchní návrhář. Ve volbách roku 1976 zasedl do slovenské části Sněmovny národů (volební obvod č. 112 - Námestovo, Středoslovenský kraj). Ve Federálním shromáždění setrval do konce funkčního období, tedy do voleb roku 1981.